# Округ Божер (Луизијана)
Божер (енгл. Bossier Parish) је округ у америчкој савезној држави Луизијана.

## Демографија
По попису из 2010. године број становника је 116.979, што је 18.669 (19,0%) становника више него 2000. године.
| Група             | 2000.          | 2010.          |
| Белци             | 71.701 (72,9%) | 80.991 (69,2%) |
| Афроамериканци    | 20.468 (20,8%) | 24.461 (20,9%) |
| Азијати           | 1.234 (1,3%)   | 1.927 (1,6%)   |
| Хиспаноамериканци | 3.063 (3,1%)   | 7.026 (6,0%)   |
| Укупно            | 98.310         | 116.979        |